# 楽郷県 (河北省)
楽郷県（らくきょう-けん）は中華人民共和国河北省にかつて存在した県。現在の保定市清苑区東部に相当する。
南北朝時代、北魏により設置され、北斉により廃止された。